# آکرون (پنسیلوانیا)
آکرون (به انگلیسی: Akron) شهری در شهرستان لنکستر ایالت پنسیلوانیا است.